# Josip Juraj Strossmayer
Josip Juraj Strossmayer (Osijek, 4. veljače 1815. – Đakovo, 8. travnja 1905.), bio je hrvatski biskup, teolog, političar, utemeljitelj središnjih hrvatskih znanstvenih i kulturnih institucija te pisac i mecena. Bio je jedna od najznačajnijih i najutjecajnijih hrvatskih osobnosti 19. stoljeća.

## Životopis

### Podrijetlo i školovanje
Josip Juraj Strossmayer podrijetlom je iz kroatizirane njemačke vojničke obitelji: njegov se pradjed iz Gornje Austrije nastanio u Osijeku gdje se vjenčao Hrvaticom. Rodio se 1815. godine u Osijeku, od oca Ivana i majke Ane (rođ. Erdeljac). Josip Juraj je u rodnome Osijeku pohađao pučku školu i gimnaziju (šest razreda franjevačke gimnazije), a dvogodišnji filozofski tečaj završio je u katoličkom sjemeništu u Đakovu gdje mu je jedan od učitelja bio poznati teolog Andrija Šumanovac. Potom je studirao teologiju u Pešti gdje je 24. listopada 1837. godine promoviran u doktora filozofije. Dana 16. veljače 1838. godine zaređen je u Đakovu, i nakon toga dvije godine boravio je u Petrovaradinu kao vikar. Godine 1840. otišao je u Augustineum, u Beč, i 1842. godine postao je doktor teologije i profesor kanonskog prava na bečkom Sveučilištu, polaganjem disertacije o problemu crkvenoga jedinstva. Nakon što se vratio u Đakovo imenovan je profesorom u Sjemeništu gdje je predavao filozofiju, matematiku i svjetovnu povijest, te biblijske znanosti.
Već za vrijeme školovanja pristajao je uz Ilirski pokret u Hrvatskoj. Od 1842. do 1847. godine profesor je đakovačkoga sjemeništa, a potom je dvije godine u Beču dvorski kapelan i jedan od trojice ravnatelja u Augustineumu. U to doba predavao je i kanonsko pravo na bečkom Sveučilištu.

### Promocija u biskupa
Na prijedlog bana Josipa Jelačića 18. studenoga 1849. godine imenovan je đakovačkim biskupom, a za biskupa posvećen je u Beču tek 8. rujna 1850. godine. Prigodom ustoličenja u čast i dužnost biskupa Strossmayer je svoj program izrazio riječima "Sve za vjeru i za domovinu". Tom je vjerskom i narodnosnom programu ostao vjeran čitava života. Kao biskup naslijedio je golema imanja đakovačke biskupije, koja je iskoristio za svoje kasnije mecenatske priloge i darove na kulturnom i prosvjetnom polju. Najveću i najizrazitiju mecenatsku aktivnost Strossmayer je razvio u vrijeme najžešćih političkih borba u Hrvatskoj. To je bilo razdoblje između 1860. i 1873. godine. Nakon tzv. Luksemburškog manifesta cara i kralja Franje Josipa I. o liberalizaciji društvenoga života imenovan u Carevinsko vijeće, gdje traži samostalnost Hrvatske i ujedinjenje svih njezinih dijelova.

### Kulturni rad
Ističe se na Vatikanskom koncilu (1869. – 1870.), gradi katedralu u Ðakovu, zgradu HAZU (1877. – 1880.), podaruje Akademiji zbirku slika starih majstora (koja postaje temeljem Strossmayerove galerije 1884.), pomaže rad hrvatskih škola i knjižnica, čitaonica, rad na rječniku, podržava Hrvatsko-slavonsko gospodarsko društvo, pomaže časopise, novine, književnike, znanstvenike i umjetnike. Materijalno je pomagao i tiskanju raznih znanstvenih djela u akademijinim izdanjima. Zalaže se za ostvarenje hrvatskih nacionalnih interesa potičući narodni duh riječima: "Narodna je knjiga i glavni plod duha svakoga naroda i glavno pomicalo njegova razvitka, pače u nesnosnim prilikama javnoga života jedino sidro, koje ga čuva od propasti". U političkom se pogledu zauzimao za sjedinjenje hrvatskih zemalja, za građanske slobode i za prava hrvatskoga jezika. Na kulturnom planu zauzimao se za to da hrvatski narod ide u korak s ostalim kulturno razvijenim narodima Europe. Akademijina knjižnica, arhiv i galerija slika najveće su kulturne dragocjenosti hrvatskoga naroda.
Josip Juraj Strossmayer, darovatelj, osnivač i pokrovitelj Hrvatske akademije znanosti i umjetnosti, HAZU (tada JAZU, 1861.), utemeljitelj obnovljenoga Hrvatskog sveučilišta (1874.), skupljač umjetnina, znameniti domoljub i čovjek koji je golemom snagom djelovao na mnoge svoje suvremenike. O tome govore i mnoga njegova pisma.
Također je igrao veliku ulogu u osnivanju zagrebačkog Sveučilišta 1874. godine. Pomagao je osnivanje tiskare na Cetinju, a zatim Matice slovenske. Također tiska prvu zbirku makedonskih narodnih pjesama braće Miladinova (1861.). Zbirka sadrži 584 makedonske i 76 bugarskih pjesama (ove posljednje otkupljene od bugarskog folklorista i književnika Vasila Čolakova), a Konstantin Miladinov htio ju je nazvati Makedonske narodne pjesme. Ipak, na Strossmayerovo inzistiranje, zbirka je objavljena pod naslovom Bugarske narodne pjesme. Djeluje u duhu sjedinjenja katoličke i pravoslavne crkve, inicira kult slavenskog bogoslužlja Ćirila i Metoda i tiska glagoljske misale, pozdravlja proslavu devedestogodišnjice kijevskog pokrštenja svetog Vladimira. Obimnim priljevom iz dijeceza služio se prvenstveno kako bi utemeljio škole, sjemeništa i akademiju znanosti, likovnu galeriju i ornamentalnu katedralu svetoga Petra u Đakovu (1866. – 1882.).
Zalaganjem za to da se Mariju Jurić Zagorku 1896. godine primi u uredništvo Obzora, nasuprot protivljenju uredništva, pokazao se i kao pionirom borbe za ženska prava. Marija Jurić primljena je kao politička suradnica i referentica mađarsko-hrvatske politike.
Umro je 8. travnja 1905. godine u Đakovu, u 90-oj godini života. Pokopan je u kripti katedrale svetoga Petra u Đakovu.

## Politički rad
U Pešti je ušao u krug prijatelja Jana Kolara i surađivao s češkim političarima Františekom Palackym i Rigerom. Istupao je kao pristalica kulturnog i političkog zbliženja slavenskih naroda. Kao dvorski kapelan, u periodu od 1849. – 1859. godine, u doba austrijske kontrarevolucije odlučno je bio na strani bana Josipa Jelačića. Od 1860. godine pa narednih 13 godina vođa je Narodne stranke (1860. – 1873.), zastupnik u Hrvatskom saboru i predsjednik Hrvatskog kraljevinskog odbora. Od 1861. do 1862. godine veliki je župan Virovitičke županije. U doba aktivnog bavljenja politikom smatrao je kako Austrija mora postati federativna država u kojoj će svi narodi doći do izražaja. Težio je ujedinjenju južnih Slavena u okviru Austrije pod vlašću Habsburgovaca. Nastojao je Austriji prokrčiti put na slavenskom jugu šireći njenu utjecajnu sferu na južnoslavenske zemlje izvan granica austrijske države. U Pojačanom vijeću u Beču zalagao se 1860. godine za federaciju te zahtijevao prisajedinjenje Dalmacije Hrvatskoj, također i Rijeke i Međimurja sa sjevernom Hrvatskom i Slavonijom, kao i uvođenje hrvatskog jezika u administraciju i škole. Opirao se germanizaciji i mađarizaciji Hrvatske i svih ostalih slavenskih zemalja unutar Monarhije. Njegova borba za integritet Hrvatske i njezinu suverenost, rad na južnoslavenskoj uzajamnosti, usko su povezani s pokretanjem preporoda svih slavenskih naroda na temeljima duhovne baštine sv. Ćirila i Metoda, da tako Slaveni ravnopravno stanu uz bok Germana i Romana, kako u Europi, tako i u Crkvi.
U zgradi tadašnjeg gradskog poglavarstva u Bjelovaru (danas zgrada Gradskog muzeja), na prvome katu susreo se s carem i kraljem Franjom Josipom I., 12. rujna 1888. godine. Tijekom susreta, Franjo Josip I. prigovorio mu je, što je poslao brzojavnu čestitku u Kijev prigodom 900. godina pokrštavanja Rusa. Taj događaj poznat je kao bjelovarska afera.
Za banovanja Khuena Hedervaryja Neovisna narodna stranka, kojoj pripada, iznosi program kojim zahtijeva potpunu autonomiju Hrvatske s Dalmacijom i Rijekom unutar ugarskoga dijela Monarhije.

### U doba nagodbe
Pri zaključenju Hrvatsko-mađarske nagodbe borio se protiv ukidanja hrvatske autonomije po pitanjima proračuna i financija. Godine 1872. izabran je u Regnikolarnu deputaciju za reviziju Nagodbe. Nakon propasti pokušaja proširenja hrvatske autonomije (1873.) povukao se iz aktivnog političkog života i iz vodstva Narodne stranke, reviziju Nagodbe nije odobrio. Stao je na stranu državno-pravne oporbe Makanaca, a kasnije uz Nezavisnu narodnu stranku. Posvećuje se radu na južnoslavenskoj uzajamnosti i zajedništvu. Krivo je i posve nepravedno smatrati Strossmayera „jugoslavenom” u onom značenju koje je taj pojam dobio u 20. stoljeću. Njegovo je južnoslavenstvo tek jedna vizija političkih traženja u ondašnjem geopolitičkom okruženju i ideje austroslavizma, vizija koja je za konačni cilj imala suverenu, integralnu i samostalnu Hrvatsku. Godine 1861. u Hrvatskom Saboru održao je čuveni govor o odnosu Hrvatske prema Ugarskoj, a u kome se zalagao za federalni savez s ugarskim narodima. Pet godina kasnije (1866.) izabran je za predsjednika Hrvatske regnikolarne deputacije za pregovore s Mađarima, a koji su bezuspješno završeni.

### "Jugoslavenstvo"
J. J. Strossmayer je, u suočavanju s u 19. stoljeću aktualnim težnjama za germanizacijom i/ili mađarizacijom slavenskih naroda na području Austrije i Ugarske, vidio izlaz u idejama panslavizma i austroslavizma. Iz takvih promišljanja iznjedrilo se i ime današnje Hrvatske akademije znanosti i umjetnosti: ona se 1866. godine kada ju je Strossmayer osnivao zvala "Jugoslavenska akademija znanosti i umjetnosti".

Godine 1926. Đuro Šurmin objavio je dokument koji je Strossmayer sastavio 1874. godine, taj dokument trebao je biti osnovica za uređenje države južnih Slavena, a u njemu bilo je i:
Nakon što se tijekom narednih desetljeća Strossmayer imao priliku podrobnije upoznati s političkim težnjama tadašnje srpske politike, on prepoznaje da od nje prijeti slična prijetnja kakva je dolazila i od drugih nacionalističkih politika koji su u ono doba htjele Hrvatsku i hrvatstvo posve dokinuti, te taj teritorij i stanovništvo pripojiti svojim nacionalnim područjima. U pismu Franji Račkom 1884. godine piše: "Narod nam je u vrlo opasnom položaju. Srbi su nam krvavi neprijatelji. Dobro je rekao, mislim Marković, da dočim se mi ljuto borimo prot Madžara, Srbin brat iza leđa na nas navaljuje".
U pismu Serafinu Vannutelliju, papinskom nunciju u Beču od 2. prosinca 1885. godine biskup Strossmayer objašnjava svoje viđenje tada aktualnih geopolitičkih prestrojavanja, te izlaže svoju viziju balkanske federacije pod Habsburškom vladavinom, u kojoj bi hrvatsko pitanje bilo bolje riješeno nego u tada aktualnim okolnostima podijeljenosti hrvatskih područja između zona utjecaja Mađarske i Austrije: "Mađari već dva i više desetljeća posebno nastoje da srpski narod u Hrvatskoj i izvan Hrvatske za svoje ciljeve pridobiju i učine ih svojim nakanama posve odanim. Iskorištavaju u tu svrhu taštinu Srba koji smatraju da su ispred svih drugih pozvani da, uskrisivši carstvo svoga cara Dušana, jedini na Balkanskom poluotoku zavladaju... Mađarskim probitcima i nakanama odgovara da nadraže slavenski narod protiv slavenskog naroda te da Srbe nagovore da, s jedne strane, Hrvatska bude opljačkana i bačena u ropstvo; da se s druge strane, Bugare satru i učine nepomičnima, pa da oni uglavnom jedini vladaju i negdanje Dušanovo carstvo obnove.... Ja sam dabome najčvršće uvjeren da je na Balkanskom poluotoku jedino moguće, a po Bogu i moralnom zakonu valjano, imati bratsku federaciju raznih naroda, među kojim će narodima dakako Slaveni igrati glavnu ulogu... Ponavljam iz svega svog srca: Hrvatska, kakva je vazda bila i kakva će vazda ostati, pravi je Božji dar uzvišenoj vladarskoj kući i svemu carstvu da na Balkanskom poluotoku obdrži prvo mjesto... da bi tome uzvišenom cilju Hrvatska mogla odgovoriti, treba prije svega da se na slobodu izvuče ispod stranog odlučivanja, tiranije i vlasti, te da se sebi samoj, to jest svojoj cjelovitosti, slobodi i snazi vrati. Meni se čini da je skrajni čas da se jadnoj Hrvatskoj pomogne... danas mogu, kako se čini, počeci njena popravka i njezine snage biti ono, čega se Austrijsko Carstvo iz dana u dan sve većma trebati da svoju moćnu jakost i djelotvornost posvuda iskaže. U tom pogledu pitanje Hrvatske podnipošto nije, kako tvrde Mađari, samo nutarnje pitanje Ugarske, nego je pitanje cijeloga Carstva i uzvišene dinastije."

## Rad u Crkvi
Na crkvenom polju smatrao je za najvažniji zadatak svog biskupskog zvanja propagiranje vjerskog jedinstva među Slavenima. Nastojao je spasiti privilegije slavenskog bogoslužlja kao most jedinstva među slavenskim narodima. Njegovim posredovanjem došlo je do konkordata između Vatikana i Crne Gore 1866. godine, a radio je na tome da i Rusija sklopi konkordat s Vatikanom. Godine 1868. poklanja svoju privatnu zbirku slika Jugoslavenskoj akademiji znanosti i umjetnosti. 
Kao biskup Strossmayer 1869./1870. godine sudjeluje u radu I. vatikanskog sabora, na kojem je održao značajne i zapažene govore. U pet sadržajnih, elegantnom latinštinom sročenih govora, đakovački je biskup pokazao odmjerenost, toleranciju i teološku opravdanost zastupanih stavova. Bio je sumnjiv prema definiranju dogme o papinoj nezabludivosti, iako je u nju praktično vjerovao, jer je smatrao da će to biti zapreka prema sjedinjenju kršćana. To kasnije i u svojim biskupskim poslanicima i pismima više puta potvrdio.
Na saboru je proslavio ne samo svoje ime nego i ime svoje male domovine. Nazivali su ga „biskup iz male Hrvatske” i „biskup s turskih granica”.On jedini od biskupa predlaže kolegijalno upravljanje Crkvom s papom na čelu, predlaže internacionalizaciju Kardinalskog zbora, položaja pape, izvornu ulogu biskupa, novi odgoj svećeničkih kandidata. U bilješkama čak sprema prijedloge o mjestu i ulozi laika u Crkvi, želi ekumenski otvorenu Katoličku crkvu, kako prema drugim kršćanskim zajednicama, tako i prema društvu. Stoga ga danas objektivni poznavatelji crkvene povijesti mogu nazvati saborskim ocem ne I. nego II. vatikanskog sabora, jer su njegove ideje i prijedlozi ostvareni tek stotinjak godina kasnije, upravo na II. vatikanskom saboru (1962. – 1965.). Još jedan njegov prijedlog na hrvatskom crkvenom području, podjela prevelike Zagrebačke nadbiskupije na još dvije biskupije, ostvaren je tek u naše vrijeme.
Na ekumenskom polju Strossmayer je bio pionir zbližavanja kršćanskih crkava i kultura, napose između katolika i pravoslavnih Slavena. Nadao se uspostavi crkvenog jedinstva pravoslavaca s Rimom, a ta ideja pomirenja bila je bitna komponenta njegove sveslavenske, napose južnoslavenske koncepcije. Upravo na tom ekumenskom polju đakovački je biskup vidio veliko poslanje svoga hrvatskog naroda. Kroz 46 godina (1851. – 1897.) upravlja kao Apostolski administrator Katoličkom crkvom u Srbiji, kontaktira sa srpskom vladom i Srpskom pravoslavnom crkvom. Upravo zato što je prema Srbima i Srpskoj pravoslavnoj crkvi gajio osobne simpatije i iznimno razumijevanje, teško je doživljavao s koliko se mržnje i prezira neki njihovi predstavnici odnose prema Katoličkoj crkvi i Hrvatima. Nije uspio ni u sklapanju konkordata između Srbije i Svete Stolice, na čemu je mnogo radio. No, uspio je postići sklapanje konkordata s Crnom Gorom 1886. godine kojim su katolici Kotorske i Barske biskupije dobili slobodu života i djelovanja, a nedugo zatim i pravo na upotrebu staroslavenskoga jezika u liturgiji.
Vođen načelom „Prosvjetom k slobodi” biskup Strossmayer je iznimno značenje pridavao kulturnoj djelatnosti Crkve u Hrvata. Iako se Katolička crkva u Europi u to vrijeme, pod pritiskom raznih liberalno-antikršćanskih i antikatoličkih strujanja, počela povlačiti iz kulturnog života, Strossmayer u isto vrijeme ugrađuje hrvatsku Crkvu i crkvena dobra u suvremenu kulturu hrvatskog naroda. Naslijedivši i višestruko unaprijedivši bogato vlastelinstvo đakovačkih biskupa, koristio je njegove prihode za dobrotvorni rad i kulturni razvoj cijele Hrvatske. Na Hrvatskom saboru 29. travnja 1861. potaknuo je osnivanje Jugoslavenske (u značenju južnoslavenske) akademije znanosti i umjetnosti (danas HAZU). Upravo Hrvatski sabor izabran 15. travnja 1861. godine već 29. travnja iste godine jednoglasno prihvaća Strossmayerov prijedlog o osnutku Akademije znanosti i stavlja je u svoju zaštitu, a istoga dana izabran je odbor koji će izraditi statut Akademije, s jasnim određenjem njezine svrhe i ustroja. Tada su prihvaćena Pravila i u obliku zakonskoga prijedloga poslana kralju na sankciju, koji ih potvrđuje tek 7. kolovoza 1863. godine uz zahtjev za promjenom određenih tekstualnih izričaja zbog posebnih interesa bečkih političkih čimbenika. Novoizabrani Sabor 1865. godine prerađuje Pravila i kralj odobrava prilično izmijenjena pravila o Jugoslavenskoj akademiji znanosti i umjetnosti tek 4. ožujka 1866. godine. Odmah zatim vladar je potvrdio i prvih 14 (od 16) pravih članova Akademije. Strossmayer je dao značajan novčani prilog za izgradnju nove velebne Akademijine palaču te trajno podupirao njezin rad, ostavivši joj vlastitu galeriju slika starih majstora. Nikada nije bio član Akademije ali izabran za njezinoga pokrovitelja. Na njegov prijedlog Hrvatski sabor 1861. godine pokreće pitanje Hrvatskog sveučilišta u Zagrebu, koje je, njegovom zaslugom i materijalnom potporom, otvoreno 1874. godine. Vjerovao je da hrvatski narod može biti suveren i ravnopravan europskim narodima samo ako ima svoje najviše kulturne i znanstvene ustanove. Stoga nije pretjerano tvrditi da je Zagreb i Strossmayerovom zaslugom postao kulturna metropola hrvatskog naroda. Osim toga, moralno i materijalno pomagao je izgradnju i rad svih hrvatskih gimnazija, a za njih ustanovljuje „Strossmayerovu zakladu” za pomoć siromašnim đacima. Stipendirao je mnoge perspektivne mlade ljude: pisce, umjetnike, pravnike, liječnike... Novčano je pomagao izdavačku djelatnost kao i osnivanje narodnih čitaonica i to ne samo u Hrvatskoj nego i u ostalim slavenskim zemljama: od Slovačke, Češke i Poljske do Makedonije. Želio je sačuvati ćirilometodsku baštinu i proširiti staroslavenski jezik u liturgiji na sve hrvatske biskupije, ne želeći istisnuti latinski. Naglašavao je latinsko-glagoljsku kulturnu baštinu kao hrvatsku posebnost i dio europske kulture. Ta baština bila mu je polazište ideje o posebnom poslanju Hrvatske prema slavenskom svijetu i prema Europi. Pomagao je katolike i franjevce u Bosni i Hercegovini kako prije tako i nakon njene okupacije 1878. godine Zauzeo se i za uređenje redovite hijerarhije Katoličke crkve u Bosni i Hercegovini, te za njezinu integraciju s Crkvom u Hrvatskoj.
Jedan je od glavnih sudionika Prvoga hrvatskog katoličkog sastanka, koji je održan u Zagrebu, 1900. godine.

## Sažetak
Iako je polje djelovanja Josipa Jurja Strossmayera bilo vrlo široko, on je ponajprije bio pastir svojih sjedinjenih biskupija Đakovačke i Srijemske. Mnogi su ga napadali da je, zanesen svojim velikim idejama i pothvatima, zanemario svoju biskupiju i svoj biskupsko-pastirski poziv. No, dovoljno je samo pogledati Đakovo i biskupiju kakvu je naslijedio i kakvu je predao svojim nasljednicima. Kroz 55 godina biskupovanja učinio je Đakovo pravim središtem biskupije. Dao je izgraditi velebnu neoromaničku katedralu (1866. – 1882.), obnoviti zgradu sjemeništa, osniva tiskaru i izdaje Glasnik biskupije bosanske i sriemske (1873.) koji izlazi i danas. Zalagao se za studij teologije na hrvatskom jeziku, o čemu piše: „Tkogod je učio te (teološke) nauke na tuđem jeziku, pak poslije morao propovijedati puku, zna koliko ga je truda i muke to stalo upravo stoga što ga škola nije jur privikla našem jeziku. Ja barem ispovijedam da sam s te strane osobite muke oćutio i pretrpio”. Neumorno je obilazio župe svoje biskupije, svećenicima i vjernicima upućivao je svoje glasovite okružnice. U Đakovo je doveo Milosrdne sestre Svetoga Križa kako bi svojim školskim i karitativnim radom pomogle vjernicima biksupije. U Osijeku je otvorio Dječačko sjemenište, pomagao izgradnju velebne neogotičke župne crkve Sv. Petra i Pavla, prozvane osječkom „katedralom”. Zalagao se za pripajanje Đakovačkoj i Srijemskoj biskupiji baranjskih župa, kao i župa valpovačkog i donjomiholjačkog dekanata koje su tada pripadale Pečuškoj biskupiji. To je djelomično ostvareno tek nakon I. svjetskog rata, a potpuno početkom sedamdesetih godina 20. stoljeća.
Za svoju domovinu, Crkvu i biskupiju Strossmayer je učinio zaista mnogo. Unatoč čestim razočaranjima, jer mnogi su sprječavali njegov rad, nije odustajao. Bio je doista znak protivljenja, često neshvaćen u svom dobu, a u kasnijim razdobljima jednostrano prikazivan izvan konteksta i u dnevnopolitičke svrhe svih vlada i država koje su se na ovim prostorima izmijenile tijekom 20. stoljeća. Rodio se prerano. Vrijeme za oživotvorenje nekih njegovih ideja došlo je tek stotinjak godina kasnije s II. vatikanskim saborom koji je, prema nekima, bio najbolja Strossmayerova rehabilitacija. O Strossmayerovoj širini i veličini naš pjesnik Antun Gustav Matoš je u tekstu Strossmayerov spomenik iz 1906. godine napisao: „Njemačko dijete i najljepši primjer naše asimilacione snage, 'Eseker' i hrvatski rodoljub, velikaš Crkve i pionir nauke, najomraženiji i najmiliji sin roda, bez sumnje najslavniji, 'naša dika'. Kao zvuk katedralnih zvona što zvuči nad salašima i u dubini šuma ubave đakovštine [sic!], tako je njegov jaki glas učio Evropu da nas još ima – 'još Hrvata'.”.

## Spomen
- Imenom Josipa Jurja Strossmayera (čitaj: Štrosmajer) nazvane su ulice u mnogim hrvatskim gradovima i mjestima. U Osijeku je njegovim imenom nazvano Sveučilište, dvorana na Ekonomskom fakultetu u Osijeku kao i jedna od glavnih ulica, koja vodi od središnjeg gradskog Trga Ante Starčevića prema zapadu odn. prema Višnjevcu. Tu ulicu Osječani žargonski i odmila zovu – Štrosika. Također se njegova bista nalazi i na rondelu osječkih velikana u Tvrđi. Đakovački trg ispred đakovačke katedrale se također zove njegovim imenom, na sred trga se nalazi njegov kip, a u ulici pored se nalazi Strossmayerov muzej. U Pragu je njegovim imenom nazvan trg. U Sarajevu je jedna od važnijih ulica dobila ime Strossmayerova. U Sofiji (Bugarska) i Beogradu (točnije Zemunu) također postoje ulice koje nose ime Josipa Jurja Strossmayera.

## Zanimljivosti
- Za vrijeme održavanja Prvog vatikanskog koncila, biskup Strossmayer došao je u težak konflikt s većinom koncilskog tijela. Sporno pitanje je bila dogma o papinskoj nezabludivosti, za koju je biskup smatrao da će nepotrebno smanjiti mogućnosti ujedinjenja s Pravoslavnom Crkvom. Njegov konstruktivan otpor, nažalost, postao je predmetom krivotvoritelja koji su 1870. godine medijima podastrli izmišljeni govor u kojem se biskup osvrće na neutemeljenost mnogih dogmi Katolicizma[13]

Krivotvorina govora na I. vatikanskom koncilu bila je u prvo vrijeme uglavnom ignorirana od medija, zbog očitih pokazatelja da se radi o neautentičnom dokumentu. Naime, sporni je dokument za sebe tvrdio da se radi o govoru kojeg je Strossmayer napisao i pročitao pred koncilskim vijećem, te koji je jednostavno preuzet iz vatikanskog arhiva – s druge strane, u istome se spominju negativne reakcije slušatelja, čak i biskupove replike na iste. Strossmayer, naravno, nije mogao predvidjeti te reakcije, kao niti napisati odgovore na njih.
Navedenu krivotvorinu napisao je otpali katolički svećenik Jose Augustin Escudero, te je proklamirao u svojoj brošuri "Papa e Vangelo di un Vescovo al Concilio Vaticano", objavljenoj u Firenci 1870. godine: valja opaziti je krivotvorina tog J. A. Escudera – koji je sam sebe prikazivao kao pristalicu karbonarske ideje – nastala u vrijeme iznimno napetih odnosa između Italije i Papinske Države (papa Pio IX. je dekretom "Non expedit" iz 1868. godine čak zabranio katolicima da sudjeluju na izborima u Italiji) koja je naposljetku završila kratkotrajnim ratom 10. – 20. rujna 1870. godine u kojem je Kraljevina Italija osvojila Rim. Escudero je potom otišao u Južnu Ameriku, predstavljajući se u Urugvaju i Brazilu za protestantskog biskupa; na kraju se nastanio u Buenos Airesu. Naposljetku je priznao svoju krivotvorinu i čak se vratio u Katoličku Crkvu, te objavio priznanje u časopisu "America del Sud" 1876. godine: broj časopisa u kojem je objasnio svoju krivotvorinu poslao je Strossmayeru, uz pismo isprike. I sam je biskup Strossmayer u nekoliko je navrata govorio protiv krivotvorine, brišući svaku sumnju u povezanost s istom. Primjerice u pastoralnoj poslanici iz 1881. godine navodi "Ružni govor (Krivotvorina govora) mi je po obliku i sadržaju tako tuđ, kao što mi je tuđe ono mjesto u Južnoj Americi, gdje je neki otpali svećenik skrušeno priznao, da mi je taj govor podmetnuo.... Sto puta bih radije vidio, da mi desnica usahne i jezik u ustima se ukoči, nego da bih izrekao ili napisao samo i jedan stavak ružnog govora, koji se širio pod mojim imenom".
Međutim su kasnijih desetljeća objavljivani prijepisi krivotvorine iz 1870. godine, te se daljnjim prepisivanjem tih prijepisa do danas događa da se – uglavnom kod zajednica koje gaje radikalni anti-katolicizam – objavi krivotvoreni tekst, prikazajući ga kao stvarni govor J.J. Strossmayera.
- Prije nego što su se pomirili Strossmayer i Ante Starčević bili su dugo u svađi. Starčević ga je posprdno nazvao Joca Štroca, a Strossmayer u pismu kanoniku Franji Račkome piše kako je Starčević "duhovno i tjelesno unakažena neman".[16]

- Imao je brata blizanca, koji je umro vrlo brzo nakon rođenja. Roditelji su planirali nazvati dječake Josip i Juraj. Budući da nisu znali koji od njih dvojice je umro, preživjeli blizanac od tog trenutka nosi imena obojice braće. Josip Juraj. Obiteljskog prezimena – Strossmayer.[17]

### Članci
- Dragošević, Srećko. 1970. Prvi vatikanski sabor. Crkva u svijetu. Sveučilište u Splitu - Katolički bogoslovni fakultet. Split. 5 (1): 54–64

## Vanjske poveznice

### Sestrinski projekti
|  | Zajednički poslužitelj ima još gradiva o temi Josip Juraj Strossmayer |
|  | Wikicitati imaju zbirke citata o temi Josip Juraj Strossmayer         |

### Mrežna mjesta
- LZMK / Hrvatska enciklopedija: Strossmayer, Josip Juraj
- LZMK / Proleksis enciklopedija: Strossmayer, Josip Juraj
- Krležijana: Strossmayer, Josip Juraj  Arhivirana inačica izvorne stranice od 11. listopada 2016. (Wayback Machine)
- Essekeri.hr – Josip Juraj Strossmayer  Arhivirana inačica izvorne stranice od 14. kolovoza 2015. (Wayback Machine)
- hrcak.srce.hr – Akademik Petar Strčić: „Josip Juraj Strossmayer danas”
- krscanstvo.net – Primjerak krivotvorine govora biskupa Strossmayera   Arhivirana inačica izvorne stranice od 20. lipnja 2009. (Wayback Machine)
- Osvrt o krivotvorini Strossmayerovog govora  Arhivirana inačica izvorne stranice od 12. travnja 2011. (Wayback Machine)

| Prethodnik Josip Kuković | Đakovačko-osječka nadbiskupija | Nasljednik Ivan Krapac |